# Rubus kisoensis
Rubus kisoensis är en rosväxtart som beskrevs av Takenoshin Nakai. Rubus kisoensis ingår i släktet rubusar, och familjen rosväxter. Inga underarter finns listade i Catalogue of Life.